# 平 (楚国)
公孙平（？—？），羋姓，名平，春秋末期楚国的王孙，司马子期之子，楚平王之孫，公孙宽的兄弟。
公孙平看见白公胜自己磨剑，问他为什么亲自磨剑。白公胜回答，说是为了杀死平的父亲子期。平告诉伯父令尹子西，子西说白公胜是在自己的羽翼下成长的，自己和子期死后，令尹和司马的位置不就是白公胜。结果前479年，白公胜之乱，令尹子西、司马子期被杀。